# Dobrá Voda (Žďár nad Sázavou-i járás)
Dobrá Voda település Csehországban, a Žďár nad Sázavou-i járásban. Dobrá Voda Bory, Vídeň, Jívoví, Kozlov és Křižanov településekkel határos. Lakosainak száma 389 fő (2024. január 1.).

## Népesség
A település lakosságának változását az alábbi diagram mutatja:
| Lakosok száma | 558  | 493  | 465  | 401  | 347  | 342  | 370  | 375  | 386  | 389  |
|               | 1869 | 1890 | 1921 | 1950 | 1980 | 2001 | 2017 | 2019 | 2022 | 2024 |